# U-70 (sincrotrone)

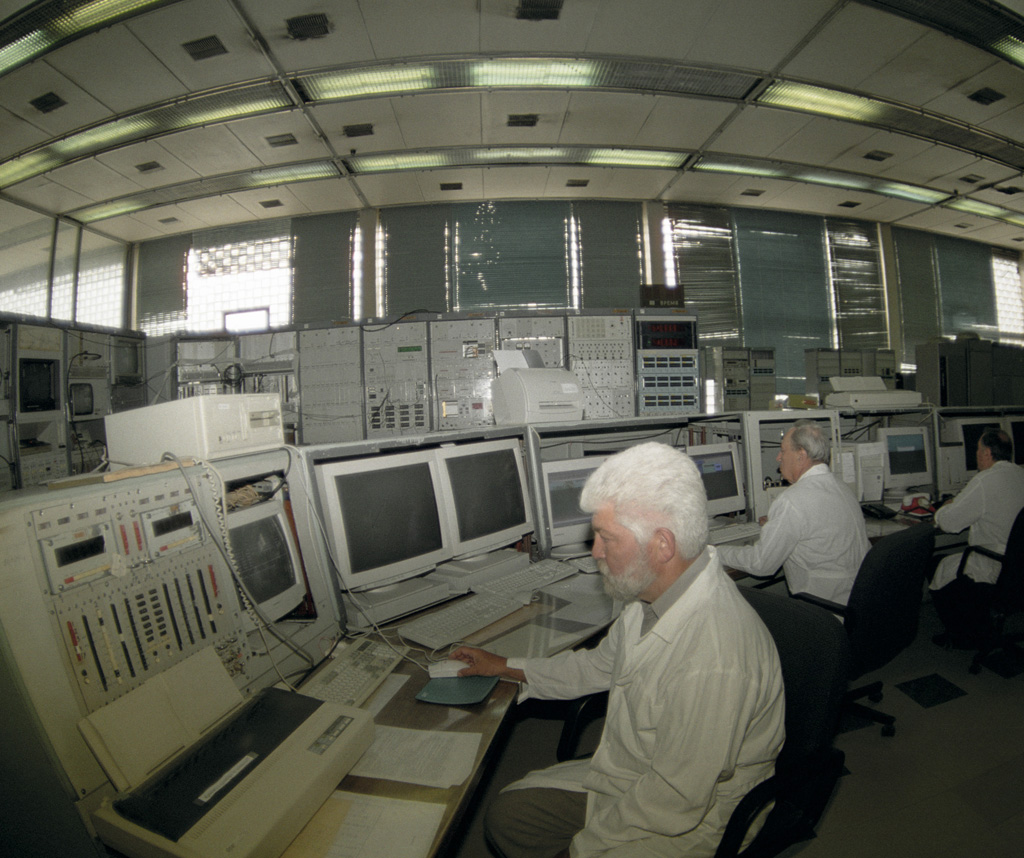
Il quadro di controllo dell'U-70.

L'U-70 (in russo У-70?) è un acceleratore di particelle situato presso l'Istituto di fisica delle alte energie di Protvino, nei pressi della città di Serpukhov, in Russia. Realizzato nel 1967, al momento della sua costruzione U-70 era il sincrotrone con il raggio di particelle più energetico di tutto il mondo, arrivando fino a 76 GeV. Tale energia fu raggiunta per la prima volta nella notte del 14 ottobre 1967, dopo circa un paio di mesi dall'inizio delle operazioni di calibrazione dei fasci protonici.
Nel 1970, il team di scienziati dell'U-70 ricevette il Premio Lenin per lo sviluppo e la messa in servizio del sincrotrone.
Spodestato negli anni dal titolo di sincrotrone più potente del mondo, al 2022 l'U-70 è comunque il sincrotrone con il raggio più energetico di tutta la Russia e viene utilizzato nei campi di ricerca della spettroscopia dei mesoni, dei decadimenti rari dei mesoni K, degli effetti di polarizzazione e delle interazioni dei neutrini.

## Il complesso dell'acceleratore
Il complesso funziona in modalità pulsata, con i protoni che vengono accelerati fino a 30 MeV dall'acceleratore lineare URAL-30 per poi essere iniettati in primo sincrotrone a ciclo rapido da 100 m di circonferenza, l'U-1.5, dove vengono accelerati fino ad avere un'energia pari a 1,32 GeV, ed essere infine immessi nell'U-70, dove vengono accelerati per 9 secondi attorno a una circonferenza di 1,5 km di lunghezza, arrivando a un'energia di 76 GeV. Nell'U-70, il cui sistema di magneti arriva a un peso totale di 20000 t, la focalizzazione avviene attraverso una particolare sequenza di multipoli chiamata FODO.
Negli anni il complesso ha subito diverse evoluzioni, ad esempio fino al 1985 i protoni iniettati nell'U-70 avevano un'energia di 100 MeV che acquisivano all'interno dell'acceleratore lineare I-100, e solo in seguito è stato aggiunto l'U-1.5. A metà degli anni 1980 era stato inoltre proposto un progetto per cui lo stesso U-70 avrebbe dovuto fungere da sincrotrone intermedio, atto ad accelerare i protoni per poi iniettarli in un altro sincrotrone, denominato UNK, in cui le particelle sarebbero state accelerate e poi fatte collidere a energie superiori ai 1000 GeV; tuttavia il progetto fu interrotto a causa della dissoluzione dell'Unione Sovietica.

## Incidente
Nel 1978, l'U-70 fu luogo di un singolare incidente quando Anatolij Petrovič Bugorskij, uno dei fisici che lavorava all'istituro di Protvino, accingendosi a riparare un'apparecchiatura malfunzionante, mise la testa nel tunnel all'interno nel quale veniva fatto passare il fascio di protoni senza accorgersi che l'acceleratore fosse in funzione. L'uomo venne quindi colpito dal raggio, che gli attraversò i lobi occipitale e temporale del cervello, quindi l'orecchio medio sinistro e infine gli uscì dal lato sinistro del naso.
Incredibilmente, l'uomo non morì e, dopo alcuni mesi, riprese la sua attività di fisico delle particelle, senza aver riportato praticamente alcun danno alla propria capacità intellettuale, ma riportando comunque alcuni danni fisici, come la completa perdita dell'udito dall'orecchio sinistro e la paralisi della parte sinistra del viso dovuta alla distruzione dei nervi. Negli anni successivi l'uomo condusse, con sommo stupore dei medici che lo avevano visitato, una vita del tutto normale, con episodi di convulsioni focali e crisi tonico-cloniche che diventarono comunque sempre più frequenti con il passare degli anni.